# Everybody Sing
Pour plus de détails, voir Fiche technique et Distribution.
Everybody Sing est un film américain réalisé par Edwin L. Marin, sorti en 1938.

## Synopsis
La benjamine d'une famille excentrique réussit à devenir une vedette de Broadway grâce à ses domestiques.

## Fiche technique
- Titre français : Everybody Sing
- Réalisation : Edwin L. Marin
- Scénario : Florence Ryerson et Edgar Allan Woolf
- Direction artistique : Cedric Gibbons, Harry McAfee, Edwin B. Willis
- Montage : William S. Gray
- Musique : William Axt
- Photographie : Joseph Ruttenberg
- Production : Harry Rapf
- Société de production : Metro-Goldwyn-Mayer
- Pays d'origine : États-Unis
- Format : Noir et blanc
- Genre : Comédie et film musical
- Durée : 80 minutes
- Dates de sortie : 1938

## Distribution
- Judy Garland : Judy Bellaire
- Allan Jones : Ricky Saboni
- Fanny Brice : Olga Chekaloff
- Reginald Owen : Hillary Bellaire
- Billie Burke : Diana Bellaire
- Reginald Gardiner : Jerrold Hope
- Lynne Carver : Sylvia Bellaire
- Adia Kuznetzoff : Boris

## Autour du film
- Lors d'un numéro musical, Judy Garland réalise un blackface minstrel shows[1].